# Mus-Chaja
Mus-Chaja (Rusky Мус-Хая) je nejvyšší hora pohoří Suntar-Chajata, uvádí se též jako nejvyšší vrchol pohoří Verchojanského. Nadmořská výška vrcholu je 2959 metrů. Vrchol je pokryt ledovcem.

Vrchol hory se nalézá v horské skupině vybíhající z hlavního (rozvodného) hřbetu Suntar-Chajata k severovýchodu (tzv. horský uzel Mus-Chaji). Z vrcholu umístěném na tomto bočním hřebenu, který má na daném místě severojižní průběh, vybíhá krátký východozápadní hřeben. V jakutštině (sacha) znamená Mus-Chaja Ledová hora. Z vrcholu stéká několik ledovců, z nichž největší, označovaný jako ledovec 32 nebo také Bolšoj Mus-Chaja, má délku cca 5 km. Ledovce jsou odvodňovány řekami Burgali, Knorij a Suntar (přes další vodní toky) do řeky Indigirka a tedy do Severního ledového oceánu. Tání ledovců v masívu Mus-Chaja je průběžně sledováno v souvislosti s globálním oteplováním.
Hora leží v nejchladnější části Sibiře. Ve 135 km vzdáleném Ojmjakonu byla naměřena vůbec nejnižší zaznamenaná teplota na severní polokouli.

## Výstupy
Na horu vystoupili jako první geograf G.F. Gravis a glaciolog M.M. Korejša při vědecké expedici dne 27. 8. 1958.
Výstupové cesty na vrchol jsou:
- Jižní hřeben 1B ruské stupnice obtížnosti horolezeckých výstupů (N. Fjodorov 1963)
- Západní hřeben (1B, R. Sedov 1969)
- Výstup z ledovce 32 po krátkém žebru mezi západním a jižním hřebenem (2A, S. Bitjukov 1982)
- Výstup z ledovce 42 (2A)
- Východní hřeben (2A, V. Ščekalev 1987)
- Výstup po ledovci 40 a severovýchodním hřebenu (M. Lysakov 1978)